# Kompotierka

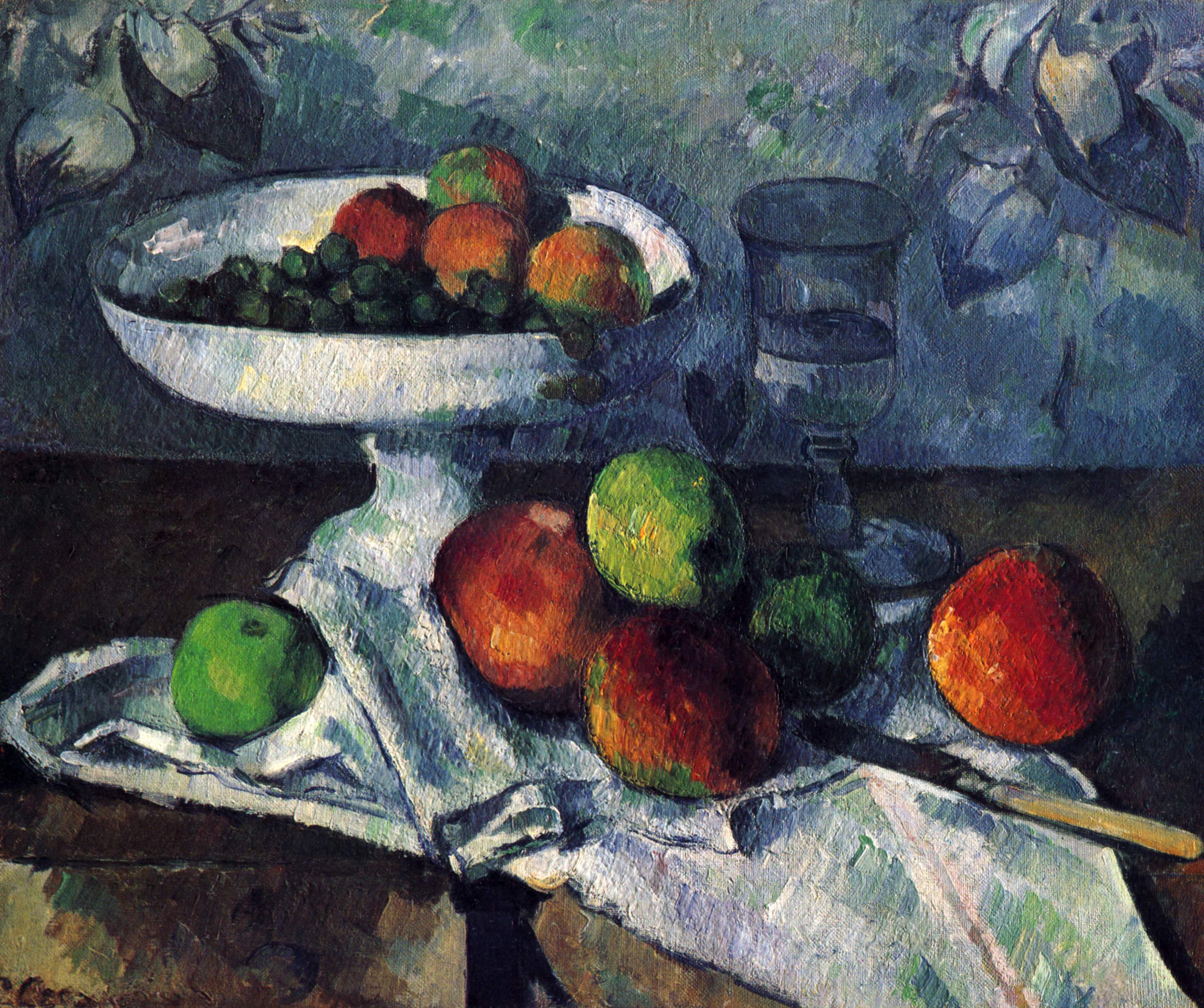
Kompotierka na obrazie Paula Cézanne'a.

Kompotierka – mała, zwykle szklana lub porcelanowa miseczka, służąca do podawania kompotu z owocami lub innych deserów w postaci lodów, bitej śmietany czy galaretki. Może posiadać nóżkę, rzadziej podstawkę i przykrywkę.